# Aeropuerto Internacional El Alto
Aeropuerto Internacional El Alto är en flygplats i Bolivia. Den ligger i departementet La Paz, i den centrala delen av landet, 400 km nordväst om huvudstaden Sucre. Aeropuerto Internacional El Alto ligger 4 061 meter över havet.
Detta är en av världens tio högst belägna flygplatser. Den tunna luften kräver högre hastigheter vid start och landning, vilket kräver längre bana. Huvudbanan är 4000 meter lång, vilket normalt tillåter alla flygplan, men på denna höjd kan de största planen inte starta på denna bana. Många långdistansplan från Bolivia går istället från Viru Viru International Airport.
Flygplatsen hade 2013 1,7 miljoner passagerare, näst mest i landet, ungefär som Malmö flygplats. Terminalbyggnaden byggdes helt om 2006.